# Liliana Castagnola
Pour les articles homonymes, voir Castagnola.
Liliana Castagnola, née Eugenia Castagnola à Gênes (royaume d'Italie) le 11 mars 1895 et morte suicidée à Naples (royaume d'Italie) le 3 mars 1930, est une danseuse et comédienne italienne.
Elle a entretenu une relation avec le comédien Totò dans les derniers mois de sa vie.

## Biographie
D'origine ligure, elle naît à San Martino (it), une commune devenue quelques années plus tôt un quartier de Gênes. Son physique galbé et sa beauté sensuelle lui permettent d'entamer très jeune une carrière de chanteuse à succès dans toute l'Europe. Elle est constamment l'objet de chroniques mondaines, qui la présentent en compagnie de membres de la famille royale, de ministres et d'industriels. Elle est expulsée de France pour avoir incité deux marins à se battre en duel. Elle dilapide les biens d'un noble vénitien, qui est donc interdit de séjour à la demande de sa famille. Elle vit avec un jeune et riche industriel, mais lorsque ses proches veulent mettre fin à leur relation, il se donne la mort en lui tirant deux balles, dont l'une la blesse au visage. Une partie de la balle, restée encapsulée dans la voûte du crâne, lui causant des maux de tête et des douleurs parfois insupportables, pour lesquelles elle consomme des tranquillisants et des somnifères. Elle dissimulait la cicatrice en adoptant une coupe au carré qui lui couvrait le front et les joues.
Elle arrive à Naples en décembre 1929, engagée par le Teatro Santa Lucia. Intriguée par le spectacle de l'artiste napolitain Totò, elle se présente un soir à l'un de ses spectacles, attirant son attention. Totò montre son intérêt en envoyant des roses à la chambre d'hôtes où elle loge et, en réponse, elle l'invite à assister à un de ses propres spectacles. Ils commencent alors à se fréquenter intensément.
L'intérêt de Liliana pour Totò était sincère, malgré son attitude de femme fatale. Mais le grand acteur est jaloux et l'attention constante que Liliana reçoit de la part de ses admirateurs — ce qui fait d'ailleurs l'objet de commérages — est à l'origine de plusieurs querelles entre eux. Dans le but d'instaurer une routine quotidienne au travail, Liliana propose à Totò de l'engager au Teatro Nuovo de Naples, où il travaille déjà, mais Totò interprète cette proposition comme excessivement oppressive et accepte un autre emploi, qui l'aurait conduit à Padoue. Les exigences de Totò ne sont pas toujours satisfaites.
Malgré les demandes pressantes de l'actrice, Totò ne renonce pas à son projet ; Liliana Castagnola entre alors dans une profonde dépression qui la conduit à se suicider à l'âge de 34 ans, en s'empoisonnant au véronal. Le fait est d'abord dissimulé par les chroniques, qui parlent d'une erreur dans le dosage des somnifères ; elle est retrouvée morte dans sa chambre d'hôtel par la femme de chambre, avec à ses côtés une lettre d'adieu pour Totò, :
« Antonio, potrai dare a mia sorella Gina tutta la roba che lascio in questa pensione. Meglio che se la goda lei, anziché chi mai mi ha voluto bene. Perché non sei voluto venire a salutarmi per l'ultima volta? Scortese, omaccio! Mi hai fatto felice o infelice? Non so. In questo momento mi trema la mano... Ah, se mi fossi vicino! Mi salveresti, è vero? Antonio, sono calma come non mai. Grazie del sorriso che hai saputo dare alla mia vita grigia e disgraziata. Non guarderò più nessuno. Te l'ho giurato e mantengo. Stasera, rientrando, un gattaccio nero mi è passato dinnanzi. E, ora, mentre scrivo, un altro gatto nero, giù per la strada, miagola in continuazione. Che stupida coincidenza, è vero?... Addio. Lilia tua. »
« Antonio, tu peux donner à ma sœur Gina toutes les affaires que je laisse dans cette pension. Mieux vaut que ce soit elle qui en profite plutôt que ceux qui ne m'ont jamais aimé. Pourquoi n'es-tu pas venu me dire au revoir pour la dernière fois ? Espèce de grossier personnage ! M'as-tu rendu heureuse ou malheureuse ? Je n'en sais rien. En ce moment, ma main tremble... Ah, si tu étais près de moi ! Tu me sauverais, n'est-ce pas ? Antonio, je suis toujours aussi calme. Merci pour le sourire que tu as donné à ma vie morne et misérable. Je ne regarderai plus jamais personne. Je te l'ai juré et je m'y tiens. Ce soir, en rentrant, un chat noir est passé devant moi. Et maintenant, alors que j'écris, un autre chat noir, en bas de la rue, miaule sans cesse. Quelle stupide coïncidence, n'est-ce pas ?... Adieu. Ta Lilia. »
Totò, qui retrouve le corps sans vie de la femme le lendemain matin, est anéanti. Toute sa vie, il fut habité par le poids de la responsabilité, l'incompréhension de l'intensité de ses sentiments et le remords d'avoir pensé que « puisqu'elle avait déjà eu beaucoup d'hommes, il pouvait lui-même avoir des rapports avec elle sans assumer aucune responsabilité ». Il décide alors de l'enterrer dans la chapelle familiale et d'attribuer son nom à sa fille,. Totò a également conservé un mouchoir imbibé de mascara qu'il avait ramassé le matin de la découverte du corps de Castagnola, avec lequel elle avait probablement essuyé ses larmes alors qu'elle attendait la mort.

## Œuvres biographiques
- 2018 : Liliana, court métrage réalisé par Emanuele Pellecchia, avec Ambra Hermin dans le rôle de la protagoniste et Umberto Del Prete dans celui du jeune Antonio De Curtis.
- 2021 : Diva, pièce de théâtre mise en scène par Lara Sansone et écrite par Corrado Ardone.